# Cristian Chávez (calciatore 1986)
Cristian Manuel Chávez (Pires, 16 giugno 1986) è un ex calciatore argentino, di ruolo centrocampista.
È soprannominato Pochi.

## Palmarès

### Competizioni nazionali
- Campionato argentino: 2

Boca Juniors: 2008 (A), 2011 (A)
- Copa Argentina: 1

Boca Juniors: 2011-2012
- Campionato boliviano: 1

Wilstermann: Apertura 2018

### Competizioni internazionali
- Recopa Sudamericana: 1

Boca Juniors: 2008
- Coppa Sudamericana: 1

Lanús: 2013